# Duggie Lochhead
Dougald (Duggie) Lochhead (Partick, 16 december 1904 – Leeds, 29 augustus 1968) was een voormalig Schots voetballer en voetbaltrainer. Van 1953 tot de zomer van 1956 was hij de hoofdtrainer van Heracles.